# Aleksandr malenkij
Aleksandr malenkij (russisk: Александр Маленький, da.: Lille Aleksandr, tysk: Alexander der Kleine) er en sovjetisk-tysk spillefilm fra 1981 instrueret af Vladimir Fokin. Filmen er en co-produktion mellem sovjetiske Gorky Filmstudie og DDR's DEFA.

## Handling
Filmen foregår i maj 1945 kort efter den tyske kapitaultion. Sovjetiske soldater reder tyske børn fra et angreb fra tyske "varulve" (tyske modstandsfolk, der fortsatte kampene efter kapitulationen) og organiser et børnehjem, hvor der bl.a. er en lille dreng, der er forladt at flygtende forældre. De sovjetiske soldaer kalder ham Lille Aleksandr. 

## Medvirkende
- Boris Tokarev som Igor Tsvetkov
- Jurij Nazarov som Vasilij Akimytj Khrisjjanovitj
- Mikhail Koksjenov som Kurykin
- Olaf Schneider som Pinzel
- Ute Lubosch som Tessa Tentser